# Osório Villas-Boas
Osório Cardoso Villas Boas mais conhecido como Osório Villas Boas (7 de outubro de 1914 –– 7 de janeiro de 1999), foi um deputado estadual brasileiro pelo estado da Bahia e ex-presidente do Esporte Clube Bahia.

## Carreira

### Profissão
Foi Inspetor de polícia, Trabalhou na Polícia Civil de 1935 até 1963, Foi secretário de Segurança, Vereador pelo Partido Social Democrático, Movimento Democrático Brasileiro, Partido Democrático Social e pelo Partido Liberal por várias vezes.

### Esporte Clube Bahia
Osório foi Jogador, Conselheiro, Vice-presidente e Presidente do Clube. Era o presidente do Bahia na conquista do Campeonato Brasileiro de 1959.

## Livros publicados
- Futebol, Paixão e Catimba